# Пауль Ауе
Пауль Ауе (нім. Paul Aue; 7 жовтня 1891, Дрезден — 1945) — німецький льотчик-ас, виконувач обов'язків офіцера Саксонської армії, оберст люфтваффе.

## Біографія
В 1916 році служив у 30-й бомбардувальній ескадрильї, здобув одну перемогу разом зі своїм спостерігачем, лейтенантом Фетом. З жовтня 1916 року, вже у складі 10-ї винищувальної ескадрильї, збільшив свій рахунок ще на шість перемог, доки не був поранений у бою 19 вересня над Рулером. Незважаючи на те, що він не повністю вилікувався від своєї рани, Ауе повернувся до своєї ескадрильї і до кінця війни довів рахунок своїх перемог до десяти. Ауе стверджував, що його сьомою перемогою, здобутою 16 червня 1918 року, був не аеростат, а британський літак, збитий після тривалої битви. Він також стверджував, що здобув 10 перемог і, крім того, ще 3 літаки змусили до вимушеної посадки. Його сім перемог, здобуті з березня 1917 року, чітко задокументовані.
В 1930-х роках вступив в люфтваффе. Під час Другої світової війни очолював авіаційне училище, яке діяло разом з групою реактивних винищувачів Messerschmitt Me 163. 16 квітня 1945 року училище було розформоване. В 1945 році взятий в полон радянськими військами і в тому ж році помер в ув'язненні.

## Нагороди
- Залізний хрест 2-го і 1-го класу
- Хрест «За військові заслуги» (Саксонія)
- Медаль Святого Генріха
  - срібна (24 квітня 1917)
  - золота (липень 1918)
- Почесний хрест ветерана війни з мечами